# Johan Christian Zschotzscher

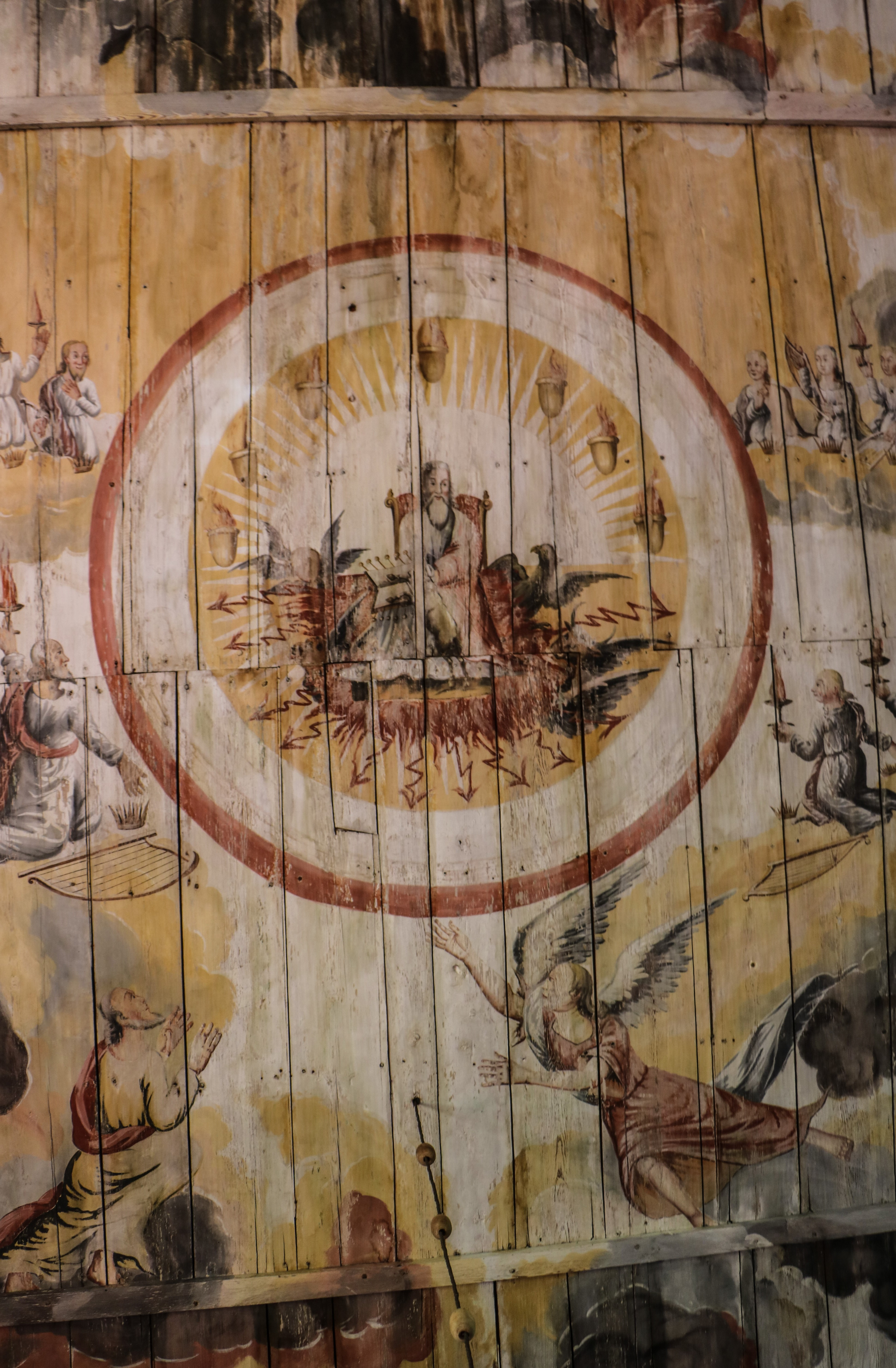
Guds tron i himlen.Takmålning i Granhults kyrka.

Johan Christian Zschotzscher, född 1711 döpt 18 juli i Halmstad, död 16 september 1766 i Växjö, var en svensk målarmästare och kyrkomålare.

## Biografi
Johan Christian var son till korpralen vid Saxiska regementet Johan Sotier och Christina Sturck. Fadern var med största sannolikhet av utländsk härkomst och arbetade som borstbindare. Efternamnet Zschotzscher är sannolikt samma som Sotier. Han var bror till ritmästaren Johan Gottfried (Fredrik) Zschotzscher. 
År 1729 skrevs han in som lärogosse i Göteborgs målarämbete av mästaren Johan Christian Peterson i Jönköping. Peterson var den förste mästaren i staden som var ansluten till ämbetet. Sannolikt arbetade Zschotzscher hos samme mästare under hela sin gesälltid som han blev 1735.
År 1737 blev Zschotzscher via ämbetet i Göteborg godkänd som mästare med mästarstycket Kristus på korset för att slå sig ner i Växjö. Mästarprovet är så vitt känt ej bevarat. Samma år avlade han bured i Växjö och dessutom gifte han sig det året med Maria Christina Ahrenberg från Jönköping. Pehr Hörberg har målat porträtt av henne. 
Zschotscher var den förste skråanslutne mästaren i Växjö och när han erhållit sitt burskap hävdade han snart sina rättigheter både mot den frie mästaren Hans Sigismund Brachwagen och mot stiftsbildhuggare Sven Segervall. 
Zschotzschers broder Johan Gotfried blev gesäll 1743 och bröderna arbetade tillsammans fram till 1758. Under sin nära 30-åriga mästartid i Växjö lyckades Zschotzscher hålla alla konkurrenter borta och själv vara ensam mästare. I utsmyckningen av Granhults kyrka anses  han nå högst som målare även om Näsby kyrka som målades 1746 räknas vara hans bästa arbete som kyrkodekoratör där hans bildsvit ur Kristi liv och illustrationerna till bönen Fader vår i kyrkans tak som visserligen är taget från efterbildningar av andras verk. I Granhults kyrka som han målade 1753 tillkommer inslag av rokoko som bryter av mot hans tidigare barockformalism. De målningar som Zschotzscher därefter målade räknas inte ha något större konstnärligt värde.   
Zschotscher var i sig inte någon större konstnär när det gällde kompositioner och motivens utformning men han kom att spela en stor roll inom det kyrkliga dekorationsmåleriet i Väjö stift. Hans första större arbete var dekorationsmålningen av Lidhults kyrka nuvarande S:t Olofs kapell i Tylösand 1738 där han kopieringsmålade Sven Wernberg takmålningar i Södra Unnaryds kyrka. Han kom därigenom att gå tillbaka till den äldre kyrkodekoren i barockstil som utvecklades av Läcköskolan. Zschotzscher fortsatte under många år med samma stil fast han utvecklade nya motivval i mittplafonderna. 
Förutom brodern Johan Gottfried hade Zschotscher under sin långa mästartid många lärgossar och gesäller, av vilka några skapade sig kända namn som kyrkomålare. Carl Gustafsson Nehrman arbetade hos Zschotscher 1738-1743, då han skrevs ut som gesäll. Han blev mästare under ämbetet i Göteborg 1752 och var från 1755 till sin död 1782 bosatt i Jönköping. Där var han gift med en dotter till Zschotschers läromästare Johan Christian Peterson. Bland hans andra elever märks Johan Burman, Sven Nilsson Morin och den mer namnkunnige Pehr Hörberg. 
Nehrman är mest känd för sina realistiska helvetesmålningar och har utfört arbeten i följande smålandskyrkor: Rogberga 1747, Svenarum 1749-1750, Öggestorp 1755, Almesåkra 1760. Johan Burman arbetade hos Zschotscher på 1740-talet, utskrevs som gesäll 1750 och blev mästare 1755. Han bosatte sig först i Lund och från 1765 i Göteborg. Han har utfört arbeten i domkyrkan i Göteborg och i Skepplanda kyrka i Västergötland. Sven Nilsson Morin från Gnosjö arbetade hos Zschotscher på 1750-talet men blev varken gesäll eller mästare. Han arbetade sedan som häradsmålare och skulptör. Den elev som blev mest känd är Pehr Hörberg. Han arbetade hos Zschotscher från 1760 till mästarens död 1766. Per blev gesäll under ämbetet i Göteborg 1767, arbetade sedan som fri mästare och häradsmålare. 
Uppgiften som Sven Axel Hallbäck för fram att Zschotscher är upphovsman till målningarna i Stockaryds kyrka 1719 är felaktig vidare har han genom felläsning av hans namn tillskrivit honom målningarna i Lidhults kyrka 1738 men det har senare konstaterats att de är utförda av en fiktiv målare med namnet T.C. Zschotzscher. 
År 1765 avled hustrun och året därpå han själv. Vid bouppteckning noteras en arvinge, sonen Johan Christian, född 1741. Han studerade medicin och teologi vid Uppsala universitet. Han prästvigdes och tjänstgjorde som director cantus vid Växjö skola och domkyrka. Flera porträtt av honom finns, målade av vännen Pehr Hörberg. Sonen Johan Christian avled 1780.

## Representerad i följande kyrkor
| - 1737 Jönköping, Altartavla i Slottskapellet + - 1738 Lidhults kyrka, tak i långhus och kyrkan i övrigt + - 1740 Väckelsångs kyrka, tak och läktare - 1740 Härlanda kyrka, predikstol - 1744 Västra Torsås kyrka, tak och kyrkan i övrigt - 1746 Urshults kyrka, läktare och altarring - 1746 Almundsryds kyrka, läktare och altarring - 1746 Näsby kyrka, tak och läktare + - 1746 Ljungby kyrka, läktare och altarring - 1747 Kalvsviks kyrka, tak och kyrkan i övrigt - 1748 Furuby kyrka, tak i långhus och kor + - 1749 Jäts gamla kyrka, tak och läktare + - 1749 Skatelövs kyrka, tak och vapenhus | - 1750 Sjösås gamla kyrka, läktare + - 1750 Blädinge kyrka, läktare och altarring - 1751 Drevs gamla kyrka, tak och läktare + - 1751 Hornaryds kyrka, bänkar - 1751 Vislanda kyrka, kor - 1753 Aringsås kyrka, kor + - 1753 Granhults kyrka, tak och kyrkan i övrigt + - 1755 Lenhovda kyrka, läktare + - 1756 Sjösås gamla kyrka, vapenhus + - 1756 Växjö domkyrka, minnestavla + - 1756 Hornaryds kyrka, läktare + - 1757 Bergunda kyrka, div, målning - 1759 Öja kyrka, Småland, tak och läktare |

De med + markerade målningar fanns bevarade 1956. Taket i Lidhults kyrka finns nu till stora delar i Sankt Olofs kapell, Tylösand. År 1870 revs Hornaryds kyrka, men delar av västläktarens barriär med Z:s målningar bevarades. År 1891 revs Furuby gamla kyrka men kyrkans av Z. målade tak nedmonterades och överlämnades till Smålands museum där det finns i museets kyrksal. Zschotzscher finns även representerad vid bland annat Nationalmuseum i Stockholm.